# 제너럴 일렉트릭 J85
제너럴 일렉트릭 J85(General Electric J85)는 소형 단일 샤프트 터보제트 엔진이다. 군용 버전은 최대 3,500lbf(16kN)의 건식 추력을 생성한다. 애프터버닝 변형은 최대 5,000lbf(22kN)에 도달할 수 있다. 추가 장비 및 특정 모델에 따라 엔진 무게는 140~230kg(300~500파운드)이다. 이 엔진은 GE의 가장 성공적이고 가장 오랫동안 사용된 군용 제트 엔진 중 하나이며, 민간용 버전은 1,650만 시간 이상의 작동 시간을 기록했다. 미 공군은 2040년까지 항공기에 J85를 계속 사용할 계획이다. CJ610으로 알려진 민간 모델은 유사하지만 애프터버너 없이 공급되며 애프터버너가 없는 J85 변형과 동일하지만 CF700에는 향상된 연비를 위해 후면 장착 팬이 추가된다.

## 사양 (J85-GE-21)

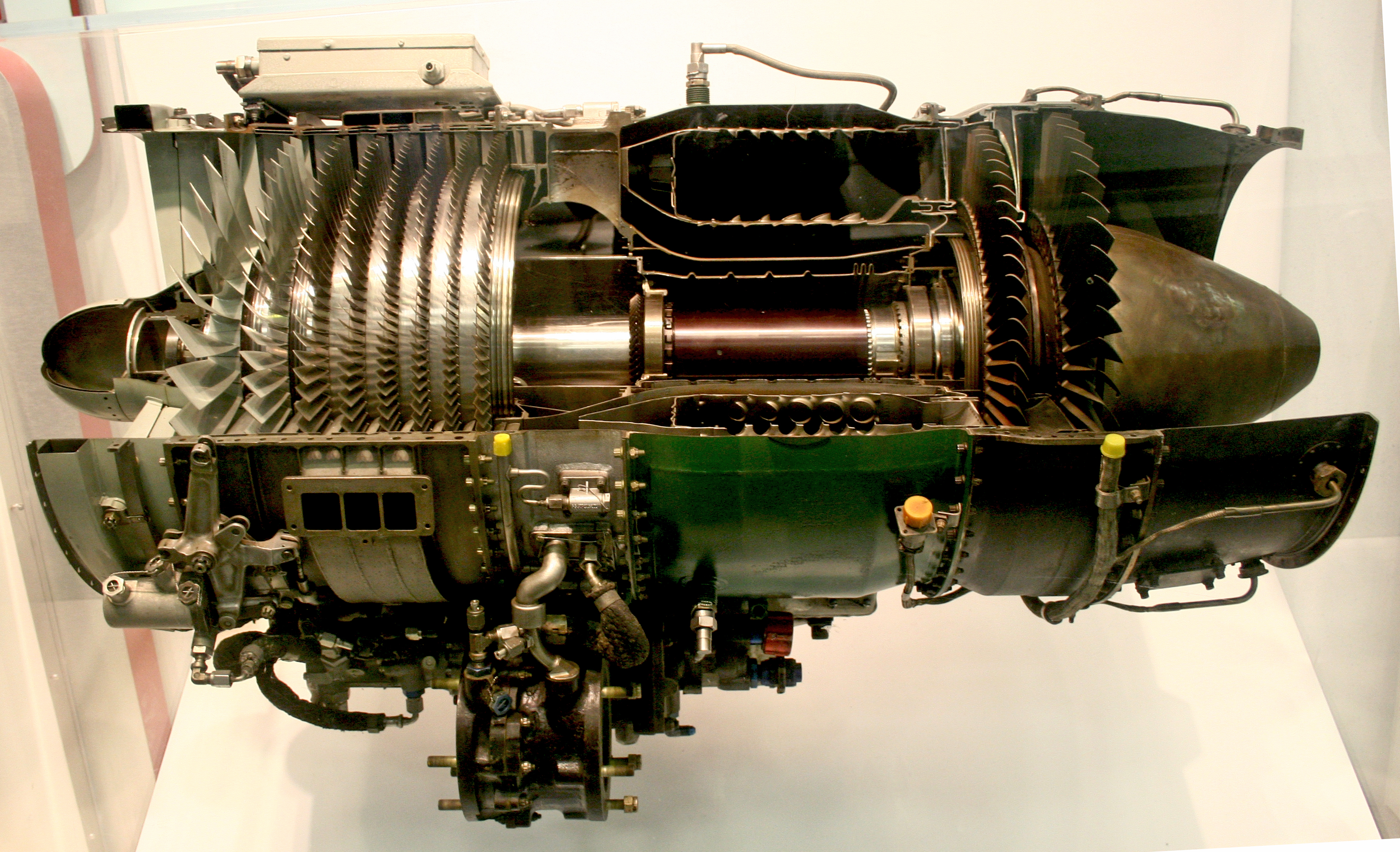
전시 중인 J85-GE-17A 엔진

### 일반적 특성
- 유형: 재연소 터보제트 엔진
- 길이: 286cm(112.5인치)
- 직경: 53cm(20.8인치) 입구
- 건조 중량: 684lb(310kg)

### 부품
- 압축기: 단일 스풀 9축 단계
- 연소기: 환형
- 터빈: 2단
- 연료 유형: 제트 연료

### 성능
- 최대 추력: 3,600lbf(16kN) 건식 추력/5,000lbf(22kN) 애프터버너 추력
- 전체 압력비: 8.3:1(J85-21 A~C 모델)
- 공기 질량 흐름: 초당 53lb(24kg)
- 터빈 입구 온도: 980°C(1,790°F)
- 특정 연료 소비량: 1.24 lb/(lbf⋅h) 또는 35 g/(kN⋅s) 건식 * 추력 / 2.13 lb/(lbf⋅h) 또는 60 g/(kN⋅s) 애프터버너 추력
- 추력 대 중량 비율: 건식 5.25 / 애프터버너 7.3